# Proosdij van Yvoy
De proosdij van Yvoy was een district van het hertogdom Luxemburg, tot aan de vrede van de Pyreneeën in 1659. Luxemburg behoorde toen tot de Spaanse Nederlanden. De proosdij bevatte de stad Yvoy en omstreken. De proosdij kwam in Franse handen.
Koning Lodewijk XIV van Frankrijk schrapte de naam Yvoy en hernoemde de stad Carignan. Vandaag draagt de stad in het departement Ardennes nog steeds deze naam. Lodewijk XIV liet zich inspireren door de stad Carignano in het hertogdom Savoye. Het was een eerbetoon aan Eugenius Maurits van Savoye-Carignano. Lodewijk XIV verhief de proosdij tot hertogdom Carignan en Eugenius werd er hertog.